# Дерезувате (заповідне урочище)
Дерезувате — один з об'єктів природно-заповідного фонду Луганської області, заповідне урочище місцевого значення.

## Розташування
Заповідне урочище розташоване на межі з Донецькою областю, південно-західніше міста Красний Луч, в Антрацитівському районі Луганської області, на території Штергресівського лісництва державного підприємства «Іванівське лісомисливське господарство». Координати: 48° 01' 55" північної широти, 38° 53' 34" східної довготи.

## Історія
Заповідне урочище місцевого значення «Дерезувате» оголошено рішенням виконкому Ворошиловградської обласної ради народних депутатів № 300 від 12 липня 1980 р. (в. ч.), № 247 від 28 червня 1984 р.

## Загальна характеристика
Заповідне урочище «Дерезувате» загальною площею 560,0 га являє собою ділянку корінного байрачного лісу Донецької височини з великою кількістю джерел і струмків з питною водою.

## Ландшафтний склад
Степи — 11%,

умовно-природні ліси — 71%,

штучні ліси — 18%,

водойми — 0%,

орні землі — 0%,

населені пункти — 0%.

## Рослинний світ
В заповідному урочищі домінують насадження дубу звичайного з домішками ясена, липи серцелистої, кленів польового і татарського, ільма гладкого, яблуні лісової, груші звичайної. В підліску зростають бузина чорна, бруслини Черняєва і бородавчаста. На вологих місцях вздовж струмків зустрічаються зарості вільхи. Трав'яний покрив формують ялівець, гравілат міський, тонконіг лісовий, підмаренник чіпкий, кропива дводомна, купина духмяна, зірчатка твердолиста та інші.

## Тваринний світ
Фауна урочища представлена цінними мисливськими видами: заєць-русак, лисиця звичайна, куниця лісова, лось, сарна, свиня дика. З 1964 р. в урочище заселені фазани. Під пологом лісу багато мурашників.